# Postępowanie mandatowe w sprawach o wykroczenia skarbowe
Postępowanie mandatowe – forma orzekania administracyjnego finansowych organów postępowania przygotowawczego z możliwością nakładania kary grzywny.
Zgodnie z art. 137 § 1 ustawy z dnia 10 września 1999 r. Kodeks karny skarbowy, w postępowaniu mandatowym można nałożyć karę grzywny w drodze mandatu karnego, gdy osoba sprawcy i okoliczności popełnienia wykroczenia skarbowego nie budzą wątpliwości, a nie zachodzi potrzeba wymierzenia kary surowszej niż ta, która określona jest w art. 48 § 2 k.k.s. Zgodnie z zawartymi w ustawie regulacjami, wykroczeniem karnym skarbowym nazywa się każdy czyn zabroniony grzywną określoną na sposób kwotowy, pod warunkiem, że wartość przedmiotu czynu lub kwota uszczuplonej albo narażonej na uszczuplenie publicznoprawnej należności jest mniejsza niż pięciokrotna wysokość minimalnego wynagrodzenia w trakcie dopuszczenia się danego wykroczenia skarbowego.

## Wyłączenie stosowania postępowania mandatowego
Zgodnie z art. 137 § 2 k.k.s. postępowania mandatowego nie stosuje się, jeżeli:
- w związku z wykroczeniem skarbowym nastąpiło uszczuplenie należności publicznoprawnej, chyba że do chwili przyjęcia mandatu karnego wymagalna należność została w całości uiszczona;
- zachodzi zbieg przepisów określony w art. 7 § 1, a ten sam czyn sprawcy wykroczenia skarbowego wyczerpuje zarazem znamiona przestępstwa skarbowego;
- za wykroczenie skarbowe należałoby orzec przepadek przedmiotów.

## Mandat karny
W postępowaniu mandatowym można nałożyć karę grzywny w drodze mandatu karnego:
- gotówkowego wydanego ukaranemu po uiszczeniu kary grzywny bezpośrednio upoważnionemu podmiotowi, stosowany do osób czasowo przebywających na terytorium RP lub osób niemających stałego miejsca zamieszkania, lub stałego miejsca pobytu, a także osób stale przebywających na terytorium RP, które czasowo opuszczają to terytorium,
- kredytowanego, wydanego za potwierdzeniem odbioru ukaranemu.

Wysokość mandatu karnego zdefiniowana jest w art. 48 Kodeksu karnego skarbowego i wynosi od ⅒ do pięciokrotnej wartości minimalnego wynagrodzenia. Z kolei grzywna wynosi od ⅒ do 20-krotnej wysokości minimalnego wynagrodzenia za pracę. Wyrok nakazowy oscyluje natomiast na poziomie od ⅒ do dziesięciokrotności minimalnego wynagrodzenia za pracę.